# أسلوبي (كتاب)
أسلوبي (بالألمانية: Mein System) هو كتاب عن نظرية الشطرنج كتبه آرون نيمزوفيتش. في الأصل، كان الكتاب سلسلة من خمسة كتيبات من عام 1925 إلى عام 1927، وقد قدم الكتاب - وهو أحد الأعمال المبكرة في مجال الحداثة المفرطة - العديد من المفاهيم الجديدة لأتباع المدرسة الفكرية الحديثة. ويعتبر عمومًا أحد أهم الكتب في تاريخ الشطرنج.

## المحتوى
ينقسم الكتاب إلى ثلاثة أجزاء: "العناصر" و"اللعب الموضعي" و"الألعاب التوضيحية".

### العناصر
في كتابه "العناصر" (بالألمانية: Die Elemente)، يكتب نيمزوفيتش عن أساسيات "نظامه". ويعتبر العناصر التالية بمثابة عناصر استراتيجية الشطرنج:
1. المركز
2. اللعب على الملفات المفتوحة
3. العب على الصف السابع والثامن
4. البيدق السالك
5. التبادل
6. استراجية نهاية الدور
7. الربط
8. الكش بالكشف

### اللعب الموضعي
يعتمد الجزء الثاني "اللعب الموضعي" (بالألمانية: Das Positionsspiel) إلى حد كبير على العناصر التي دُرست في الجزء الأول. وفي هذا الجزء يشرح نيمزوفيتش كيفية اللعب للحصول على ميزة موضعية. وعلى وجه الخصوص، يزعم أن المركز يمكن التحكم فيه بفعالية باستخدام القطع بدلاً من البيادق. وهذا المفهوم الذي أصبح مقبولاً على نطاق واسع الآن، هو أحد المبادئ الأساسية للحداثة المفرطة.

### المباريات توضيحية
تحتوي "المباريات التوضيحية" على إصدارات موضحة لخمسين مبارة من ألعاب نيمزوفيتش المهنية، والتي يشير إليها في جميع أنحاء النص.